# Sigrid Nunez
Sigrid Nunez, född 1951 i New York, är en amerikansk författare bosatt i New York. Hon har publicerat sju romaner varav The Friend (Vännen) blev hennes internationella genombrott. Hon är översatt till många språk.

## Biografi
Sigrid Nunez är dotter till en tysk mor och en far av kinesisk-panamaisk härkomst. Efter collegestudier hade hon som primär ambition att utbilda sig till dansare men övergick till litteraturstudier och är examinerad vid Columbia University. Hon har varit verksam som publicist vid en rad tidningar och tidskrifter och har undervisat vid bland andra Columbia, Princeton och Boston University. En viktig mentor för Sigrid Nunez var Susan Sontag som anställde henne för att sköta sin korrespondens. Under en längre tid var Sigrid Nunez också sammanboende med Susan Sontag och dennas son och har skrivit hennes biografi. Sigrid Nunez första roman publicerades 1995.

## Författarskap
I debutromanen A Feather on the Breath of God (1995) hämtar Sigrid Nunez material från sin egen familj. Den handlar om mötet mellan en tysk kvinna och en man av kinesisk-panamaisk bakgrund som möts i efterkrigstidens Tyskland och emigrerar till USA där de bygger sig en ny tillvaro. Boken fick ett positivt mottagande, där författaren beskrevs som en lovande debutant.
Naked sleeper handlar om en kvinna som vantrivs i sitt äktenskap och som kämpar med att skriva en biografi över sin far en konstnär som dog när hon var barn.
Mitz, The Marmoset of Bloomsbury är en skildring av livet för en liten marmosetapa hos det kända författar- och förläggarparet Virginia och Leonard Woolf liksom deras rika umgänge i den så kallade Bloomsburygruppen i mellankrigstidens London och Sussex.
For Rouenna handlar om en ung författare och vänskapen med en tidigare armésjuksköterska som tjänstgjort i Vietnam och vill ha hjälp med att berätta sin historia.
The Last of Her Kind behandlar två unga kvinnors liv som collegerumskamrater i 1968 års USA. De har olika familjebakgrunder och deras inställning till studier varierar.
I Salvation City är handlingen förlagd till en framtid där en pandemi åstadkommer död och förödelse. En trettonårig pojke blir föräldralös och omhändertas av en pastorsfamilj.
Sempre Susan är en memoar över Susan Sontag. ("Sempre" är "alltid" på italienska). Den har sin bakgrund i att Sigrid Nunez efter nyligen avslutade studier anställdes av Sontag 1976 för att sköta dennas korrespondens. Under mer än ett år bodde Nunez tillsammans med Susan Sontag och hennes son David som blev Nunez pojkvän. Hon lärde väl känna författaren och debattören Sontag och beskriver bland annat dennas outtröttliga behov av att omge sig med samtalspartners, hennes frispråkighet, och rastlöshet och hennes bristande förståelse för andras behov av ensamhet.
The Friend (Vännen), är en roman där berättaren är en författare som mister sin nära vän, mentor och kollega genom självmord. Mannen som varit en notorisk förförare av unga kvinnor, gärna sina studenter och som var gift för tredje gången hade tagit hand om en "hittehund", en stor grand danois, kallad Apollo. Berättaren ombeds av "hustru Tre" att ta hand om den sörjande hunden och det utvecklas till en innerlig relation mellan de två. Parallellt med handlingen finns essäistiska avsnitt om bland annat suicid som fenomen, om relationen till husdjur och hundars sorg som den har beskrivits i litteraturen.

## Priser och utmärkelser i urval
- 1993 – Whiting Writer’s Award
- 1999 – Rosenthal Family Foundation Award
- 2001 – The Rome Prize in Literature
- 2018 – National Book Award
- 2020 – International Dublin Literary Award